# A.CITY
- 日本 > 広島県 > 広島市 > 安佐南区 > A.CITY
- 西風新都 > A.CITY

A.CITY（エイシティ）は、、広島県広島市にある、ひろしま西風新都に属す住宅団地。全域が安佐南区内にある。開発事業者は野村不動産。1994年（平成6年）に、近隣の広島広域公園などで行われたアジア大会では、ヒルズ&タワーズが選手村として使われた。現在では一部マンションでリフレッシュ工事が施工されている。

## 地理
A.CITYは広島市中心部から北西へ約8km、同市の安佐南区にある住宅団地。地域内は以下のように分類されている。
- プラザ（スーパーマーケット、銀行、クリニック他）
- ヒルズ（全14棟のマンションで構成されている）
- タワーズ（地上31階、地下2階、最高部100.65m。イースト棟、ウエスト棟のツインタワー構成となっている）
- ネオス（商業・業務施設：5つのスーパーブロックで構成され、既に数社の立地が進んでいる）
- アーベニュー（花の季台）

## 歴史
- 1990年（平成2年）10月 着工
- 1994年（平成6年）3月 A.CITYヒルズ&タワーズ竣工
- 1995年（平成7年）5月 A.CITYネオス竣工
- 2022年（令和4年）1月26日、広島市安佐南区出身であるソフトバンク柳田悠岐選手の、東京オリンピック金メダル獲得の功績を称える「ゴールドポスト（第54号）」がプラザ前に設置された（ゴールドポストプロジェクト[3]）。

## 交通

### バス

#### 路線バス
- 広島電鉄 西風新都線 Aシティ中央バス停
  - こころ西風梅苑・こころ産業団地・こころ南・花の季台 - Aシティ中央 - 大塚駅 - 沼田料金所前 - 市立大学前 - ≪広島高速4号線≫ - 横川駅前 / 中広町 - 広島バスセンター
    - 市立大学前は一部便のみ停車、全便が横川駅前若しくは中広町の何れか片方を経由する。
    - 西風新都線の4系統のバス全てがAシティ中央バス停に停車する。
    - 2007年（平成19年）12月21日にセントラルシティこころ（現・こころ第一公園前） - こころ西公園（現・こころ西風梅苑）間が、2012年（平成24年）12月1日にセントラルシティ中央 - こころ南間が開通した。

#### 高速バス
- 広島 - 三次 - 庄原 - 東城線（広島電鉄・備北交通）一部便が、大塚駅・Aシティ中央に停車。

#### そのほか
以下の高速バスは大塚駅停車のみでA.CITY内を通過する。
- メリーバード号: 倉吉（倉吉駅）・鳥取（鳥取駅）行き（日ノ丸自動車）
- メリーバード号: 米子（米子駅）行き（広島電鉄・日本交通・日ノ丸自動車）
- グランドアロー号: 松江（松江駅）行き　（広島電鉄・一畑バス）
- みこと号: 出雲（出雲市駅）行き（JRバス中国・一畑バス）
- いさりび号: 大朝IC・浜田駅行き　（JRバス中国・石見交通）

### 新交通システム
- 広島高速交通広島新交通1号線（アストラムライン）  大塚駅

### 道路
- 山陽自動車道五日市ICから車で約5-10分
- 広島自動車道広島西風新都ICから車で約8-12分

## 施設

### 近隣学校

#### 小学校
- 広島市立伴小学校
- 広島市立伴南小学校
- 広島市立伴東小学校
- 広島市立大塚小学校

#### 中学校
- 広島市立伴中学校
- 広島市立大塚中学校

#### 高等学校
- 広島市立沼田高等学校
- 広陵高等学校

#### 大学
- 広島市立大学
- 広島修道大学

### その他
- 広島広域公園